# Списък с оригиналните филми на „Никелодеон“
Това е списък с телевизионните филми, и дългите специални епизоди на сериали, които са продуцирани за Съединените щати от кабелната телевизионна мрежа Nickelodeon от 1998 г, и са излъчени под етикета „Оригинален филм на Никелодеон“.

## 1990-те години
1. Doom Runners (25 април 1998 г.)[2][3]

## 2000-те години

### 2000
1. Cry Baby Lane (28 октомври 2000 г.)[4]

### 2001
1. As Told by Ginger: Summer of Camp Caprice (7 юли 2001 г.)
2. The Wild Thornberrys: The Origin of Donnie (18 август 2001 г.)

### 2002
1. Rocket Power: Race Across New Zealand (16 февруари 2002 г.)

### 2003
1. The Electric Piper (2 февруари 2003 г.)[5]
2. Maniac Magee (23 февруари 2003 г.)[6]
3. The Fairly OddParents: Abra-Catastrophe! (12 юли 2003 г.)
4. Rocket Power: Reggie's Big (Beach) Break (19 юли 2003 г.)
5. As Told by Ginger: Far from Home (9 август 2003 г.)

### 2004
1. The Jimmy Timmy Power Hour (7 май 2004 г.)[7]
2. The Adventures of Jimmy Neutron: Boy Genius: Win, Lose, and Kaboom (9 юли 2004 г.)
3. Rocket Power: Island of the Menehune (16 юли 2004 г.)
4. The Fairly OddParents: Channel Chasers (23 юли 2004 г.)

### 2006
1. Drake & Josh Go Hollywood (6 януари 2006 г.)[8]
2. The Jimmy Timmy Power Hour 2: When Nerds Collide (16 януари 2006 г.)
3. The Jimmy Timmy Power Hour 3: The Jerkinators (21 юли 2006 г.)

### 2007
1. The Naked Brothers Band: The Movie (27 януари 2007 г.)[9]
2. Ned's Declassified School Survival Guide: Field Trips, Permission Slips, Signs and Weasels (8 юли 2007 г.)[10]
3. Shredderman Rules (9 юни 2007 г.)[11]
4. The Last Day of Summer (20 юли 2007 г.)[12]
5. Drake & Josh: Really Big Shrimp (3 август 2007 г.)[13]
6. Roxy Hunter and the Mystery of the Moody Ghost (30 октомври 2007 г.)

### 2008
1. Roxy Hunter and the Secret of the Shaman (1 февруари 2008 г.)
2. The Fairly OddParents: Fairly OddBaby (18 февруари 2008 г.)[14]
3. The Naked Brothers Band: Polar Bears (6 юни 2008 г.)[15]
4. Roxy Hunter and the Myth of the Mermaid (13 юли 2008 г.)
5. Sozin's Comet: The Final Battle (19 юли 2008 г.)[16]
6. Gym Teacher: The Movie (12 септември 2008 г.)[17]
7. Roxy Hunter and the Horrific Halloween (31 октомври 2008 г.)
8. iCarly: iGo to Japan (8 ноември 2008 г.)[18][19]
9. Merry Christmas, Drake & Josh (5 декември 2008 г.)[20]

### 2009
1. Spectacular! (16 февруари 2009 г.)[21]
2. Mr. Troop Mom (19 юни 2009 г.)[22]

## 2010-те години

### 2010
1. School Gyrls (21 февруари 2010 г.)[23]
2. Fred: The Movie (18 септември 2010 г.)[24]
3. Момчето, което извика върколак (23 октомври 2010 г.)[25]
4. A Very School Gyrls Holla-Day (4 декември 2010 г.)[26]

### 2011
1. Най-добрият играч (12 март 2011 г.)[27]
2. iParty with Victorious (11 юни 2011 г.)[28][29]
3. Кръстници вълшебници – Филмът: Тими Търнър, порасни! (9 юли 2011 г.)[30]
4. Fred 2: Night of the Living Fred (22 октомври 2011 г.)[31]

### 2012
1. Big Time Movie (10 март 2012 г.)[32]
2. Уинкс Клуб: Тайната на изгубеното кралство (11 март 2012 г.)[33]
3. Рагтайм (28 май 2012 г.)[34]
4. Fred 3: Camp Fred (28 юли 2012 г.)[35]
5. Доста странна Коледа (29 ноември 2012 г.)[36]

### 2013
1. Уинкс: Вълшебно приключение (20 май 2013 г.)[33]
2. Ники Дюс (27 май 2013 г.)[37]
3. House of Anubis: Touchstone of Ra (САЩ: 17 юни 2013 г.[38]/Великобритания: 14 юни 2013 г.[39])
4. Мошеници (24 август 2013 г.)[40]
5. Урочасани (29 ноември 2013 г.)[41]

### 2014
1. Terry the Tomboy (21 юни 2014 г.)[42]
2. Кръстници в рая (2 август 2014 г.)[43]
3. Santa Hunters (28 ноември 2014 г.)[44]

### 2015
1. Клонирането на Адам (16 февруари 2015 г.)[45]
2. Genie in a Bikini (25 май 2015 г.)[46]
3. Този луд, луд круиз (19 юни 2015 г.)[47][48]
4. The Massively Mixed-Up Middle School Mystery (1 август 2015 г.)[49]
5. Вампирище в училище (12 октомври 2015 г.)[50]

### 2016
1. Руфъс (18 януари 2016 г.)[51][52]
2. Изгубени в Дивия запад (28–30 май 2016 г.) (минисериал[53][54])
3. Легенди за скрития храм (26 ноември 2016 г.)[55]
4. Албърт (9 декември 2016 г.)[56]

### 2017
1. Руфъс 2 (16 януари 2017 г.)[57]
2. Бягство от библиотеката на господин Лимончело (9 октомври 2017 г.)[58][59]
3. Хей, Арнолд: Филм за джунглата (24 ноември 2017 г.)[60][61]
4. Мини Коледа (2 декември 2017 г.)[62]

### 2018
1. Вътрешен глас (19 февруари 2018 г)[63][64]

### 2019
1. Бикслър Хай: Детектив до край (21 януари 2019 г.)[65][66]
2. Късметлия (8 март 2019 г.)[67]

## 2020-те години

### 2021
1. Коледа с Шумникови (26 ноември 2021 г.)[68][69]

### 2022
1. Монстър Хай: Филмът (6 октомври 2022 г.)[70][71][72]
2. Снежен ден (16 декември 2022 г.)[73]

### 2023
1. Истинските призрачни Шумникови (2023)[74]
2. Монстър Хай 2 (2023)[75][76][77]
3. Baby Shark's Big Movie (2023)[78][79]

### 2024
1. Тъндърмен се завръщат (2024 )[80][81]
2. Шпионинът може да почака – Къщата на Шумникови: Филмът (2024)[82][83][84]